# Marco Vegezzi
Marco Vegezzi (1835 – 1887) è stato un inventore italiano, autore di un sistema stenografico.

## Storia
Pubblicò a Bergamo, nel 1876 e in seconda edizione nel 1881, il saggio Stenografia italiana con lezioni di semigrafia, nel quale espose un metodo stenografico che, pur accettando i princìpi e i segni di base dell'allora imperante Gabelsberger-Noë, tentò di semplificarlo rappresentando alcuni suoni, ma specialmente le vocali, per mezzo di lineette con diverse pendenze. Nella seconda parte del suo saggio, intitolata Semigrafia, cercò di semplificarne la teoria abbreviativa, utilizzando segni speciali alternati a segni corsivi.
Il sistema Vegezzi trovò all'epoca una certa diffusione nel bergamasco. Dopo la morte dell'autore la sua opera fu continuata dal cremasco Daniele Marignoni, che pubblicò il libro Pro Vegezzi e la sua stenografia, nel 1902 e in seconda edizione nel 1910. Alla morte di Marignoni il sistema cadde nell'oblio. Ma Vegezzi fu il primo in Italia, e fra i primi nel mondo, a percorrere la strada dei sistemi stenografici misti geometrico-corsivi, precedendo addirittura l'irlandese John Robert Gregg; e che sarà la via che verrà intrapresa con successo dalla Scuola italiana, iniziata da Erminio Meschini e proseguita da Giovanni Vincenzo Cima e da Abramo Mòsciaro.